# Demasiado Diego
Demasiado Diego ist ein Live-Album von Diego Gutiérrez. Es wurde von einem Konzert aufgenommen, das Diego im Pablo de la Torriente Brau Cultural Center in Havanna, Kuba, als Teil der Trova-Rezitalreihe A guitarra limpia gab. In dieser Aufnahme verwendet Gutiérrez ein kleines akustisches Format nur mit seiner Gitarre und zeigt seine Songs im reinsten Stil von Nueva Trova.

## Titelliste
1. A guitarra limpia (instrumental) (Rey Guerra) – 0:37
2. Entre los flashes (Diego Gutiérrez) – 3:34
3. La fiebre del oro (Diego Gutiérrez) – 3:11
4. Brazos en cruz (Diego Gutiérrez) – 3:46
5. Ella cuenta la historia (Diego Gutiérrez) –2:51
6. Muchacha entre castillos (Diego Gutiérrez) – 4:17
7. Felicidad (Diego Gutiérrez) – 3:45
8. Sorry (Diego Gutiérrez) –3:34
9. Carta de Penélope a Odiseo (Diego Gutiérrez – Edelmis Anoceto) – 4:14
10. A many splendored thing (Diego Gutiérrez – Sigfredo Ariel) – 2:27
11. Sabor salado (Diego Gutiérrez) – 3:25
12. Quién (Diego Gutiérrez) – 4:05
13. El cinematógrafo (Diego Gutiérrez) – 4:16
14. Cuerda floja (Diego Gutiérrez) – 3:10
15. En la Luna de Valencia (Diego Gutiérrez) – 4:32
16. Mando a distancia – Bonus Track (Diego Gutiérrez) – 2:27

## Besetzung
| Name                              | Funktion                                          |
| --------------------------------- | ------------------------------------------------- |
| Diego Gutiérrez                   | akustische Gitarre auf allen Tracks               |
| IT Duo                            | E-Gitarre, akustische Gitarren und Backing Vocals |
| Ariel Marrero                     | Moll-Schlagzeug                                   |
| Rochy und Hakely Nakao            | Hintergrundgesang                                 |
| Diego Gutiérrez                   | Plattenproduzent                                  |
| Centro Pablo de la Torriente Brau | Ausführender Produzent                            |